# Mycosphaerella cerasella
Mycosphaerella cerasella är en svampart som beskrevs av Aderh. 1900. Mycosphaerella cerasella ingår i släktet Mycosphaerella och familjen Mycosphaerellaceae.   Inga underarter finns listade i Catalogue of Life.